# Władysław Mańkut
Władysław Mańkut (ur. 26 maja 1947 w Siebieczowie) – polski polityk i bankowiec, działacz PZPR, były wojewoda elbląski, senator V i VI kadencji.

## Życiorys
W 1972 ukończył studia na Wydziale Rolniczym Wyższej Szkoły Rolniczej w Olsztynie na kierunku ekonomika i organizacja przedsiębiorstw. Został również absolwentem Akademii Nauk Społecznych. Odbył także studia podyplomowe z nauk humanistycznych na Uniwersytecie Gdańskim w 1989 oraz z prawa bankowego i bankowości na Uniwersytecie Mikołaja Kopernika w Toruniu w 1993.
Od 1965 należał do Polskiej Zjednoczonej Partii Robotniczej. W latach 1973–1975 był pracownikiem etatowym Związku Młodzieży Wiejskiej oraz wiceprzewodniczącym zarządu wojewódzkiego Związku Socjalistycznej Młodzieży Polskiej, następnie przez dwa lata naczelnikiem miasta i gminy Pieniężno. W 1977 został I sekretarzem komitetu miejsko-gminnego PZPR w tej miejscowości. Od 1984 do 1986 pełnił funkcję sekretarza ds. propagandy komitetu wojewódzkiego w Elblągu, a następnie I sekretarza komitetu miejsko-gminnego w Pasłęku. Od 1988 do 1990 wchodził w skład egzekutywy KW PZPR. Należał do Związku Zawodowego Pracowników PZPR, a od 1989 do 1990 przewodniczył wojewódzkiej komisji zjazdowej partii. Był członkiem komitetu wykonawczego PRON oraz rady wojewódzkiej tej organizacji w województwie elbląskim.
W 1990 był w gronie założycieli Socjaldemokracji RP. Został pierwszym przewodniczącym rady wojewódzkiej partii w województwie elbląskim. W 1999 przystąpił do Sojuszu Lewicy Demokratycznej, był wiceprzewodniczącym rady wojewódzkiej w Olsztynie.
Po 1990 pracował w bankowości, m.in. w Banku Rozwoju Rolnictwa „Rolbank” i Banku Zachodnim. W latach 1995–1998 był członkiem rady nadzorczej Hurtowego Rynku Rolnego „Giełda Elbląska”. Zajmował też stanowisko dyrektora pierwszej polskiej placówki bankowej w Królewcu. W latach 1996–1997 pełnił funkcję wojewody elbląskiego. Do 2001 zasiadał w sejmiku warmińsko-mazurskim I kadencji, był wiceprzewodniczącym sejmiku oraz przewodniczącym jednej z komisji.
W latach 2001–2005 sprawował mandat senatora V kadencji z okręgu elbląskiego, wybranego z komitetu SLD-UP. W Senacie brał udział w pracach Komisji Gospodarki i Finansów Publicznych oraz Komisji Spraw Zagranicznych. W 2005 nie został ponownie wybrany. 28 stycznia 2007 w wyborach uzupełniających przeprowadzonych po wygaśnięciu mandatu Elżbiety Gelert, startując z ramienia Lewicy i Demokratów, po raz drugi uzyskał mandat senatora (liczbą 4026 głosów). W wyborach parlamentarnych w 2007 bez powodzenia kandydował do Sejmu z listy LiD. Objął funkcję przewodniczącego rady wojewódzkiej SLD w Olsztynie.
W 2009 i 2014 bez powodzenia kandydował z listy KKW SLD-UP do Parlamentu Europejskiego w okręgu wyborczym Olsztyn. W 2011 był liderem listy SLD do Sejmu (nie uzyskał mandatu). Od 2010 do 2014 ponownie pełnił mandat radnego województwa (nie uzyskał następnie reelekcji). W 2015 został kandydatem na posła z ramienia Zjednoczonej Lewicy. W 2018 i 2024 ponownie startował na radnego sejmiku. W wyborach do Parlamentu Europejskiego w 2019 bezskutecznie ubiegał się o mandat posła do PE z list Koalicji Europejskiej jako reprezentant SLD.

## Odznaczenia
W 1997 otrzymał Krzyż Kawalerski Orderu Odrodzenia Polski.